# Vase d'Uruk
Le vase d'Uruk, ou grand vase de Warka, grand vase d'Ourouk, est un exemple des plus représentatifs de l'art sculpté de la période d'Uruk de la civilisation mésopotamienne. Il date du quatrième millénaire av. J.-C. Ce vase monumental en albâtre mesure 95 centimètres de hauteur pour la partie conservée pour un diamètre de 36 centimètres, et une hauteur totale restituée de 105 centimètres si l'on considère la restitution d'un pied d'une dizaine de centimètres. Il présente sur plusieurs registres des scènes cultuelles. Avec l'abreuvoir d'Uruk (en) et la Palette de Narmer, il est une des plus anciennes représentations de scènes de vie de l'histoire de l'humanité.

## Historique
Pendant l'hiver 1933-1934 des archéologues allemands emmenés par Ernst Heinrich (1899-1984) mettent au jour des fragments du vase découverts sur le site d'Uruk (ou Ourouk, aujourd'hui Warka) dans le secteur de l'Eanna. Secteur dans lequel se situe le temple d'Inanna, déesse poliade de la cité. Il est ensuite restauré et installé au musée archéologique de Bagdad, aujourd'hui Musée national d'Irak.
Une reproduction à l'identique présente au public du musée du Proche-Orient de Berlin (Vorderasiatisches Museum) le vase reconstitué, dans la salle 5 du musée, installé au Pergamonmuseum.
Le vase originel du musée national d'Irak, comme des milliers d'autres pièces, a été volé, sous les yeux de l'armée américaine, pendant le grand pillage d'avril 2003 au début de la Guerre d'Irak. Cassé à sa base pour en permettre le vol et le transport et brisé en quatorze morceaux sans doute pendant le pillage, il semble être passé de mains en mains pour être enterré pendant un moment dans un champ à l'extérieur de Bagdad. En juin 2003, à la suite d'une dénonciation, il est finalement retrouvé dans le coffre d'une voiture, les morceaux enveloppés dans une couverture. Il a ensuite été rendu au musée,. Le vase est à nouveau exposé depuis le 1er mars 2015 lors de la réouverture du Musée national d'Irak.

## Description

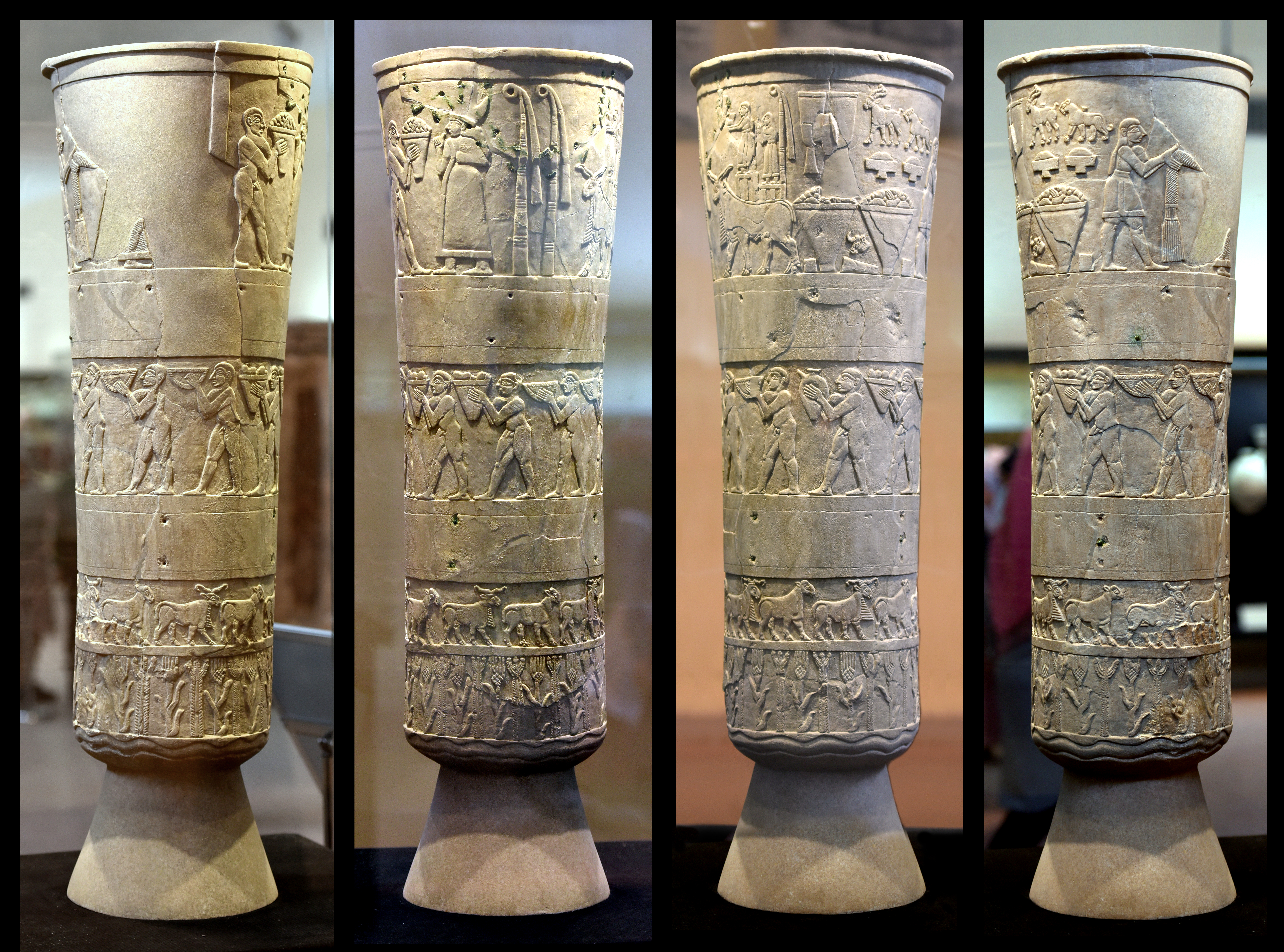
Vue à 360° du vase, avec le déroulement de ses différents registres. Musée national d'Irak.

Ce vase d'albâtre datant de 3200 à 3000 av. J.-C. est sculpté sur trois registres. Celui du bas dépeint la végétation du delta entre le Tigre et l'Euphrate, comme des roseaux et des céréales. Au-dessus, une procession de bœufs et de caprins est représentée de profil. La procession continue au deuxième registre avec des hommes nus portant des paniers de fruits et de graines, ainsi que des jarres pour le sacrifice rituel. La procession se termine devant le temple d'Inanna, déesse connue ensuite sous le nom d'Ishtar dans le panthéon akkadien. Elle  est représentée par deux touffes de roseaux (symbole de la déesse) avec sa prêtresse se tenant devant, tandis qu'un personnage nu lui offre un panier de graines et de fruits. Un autre personnage - sans doute un prêtre - en tenue de cérémonie se tient à côté de la scène, la procession étant derrière lui.
Le diamètre supérieur du vase est de 36 cm.

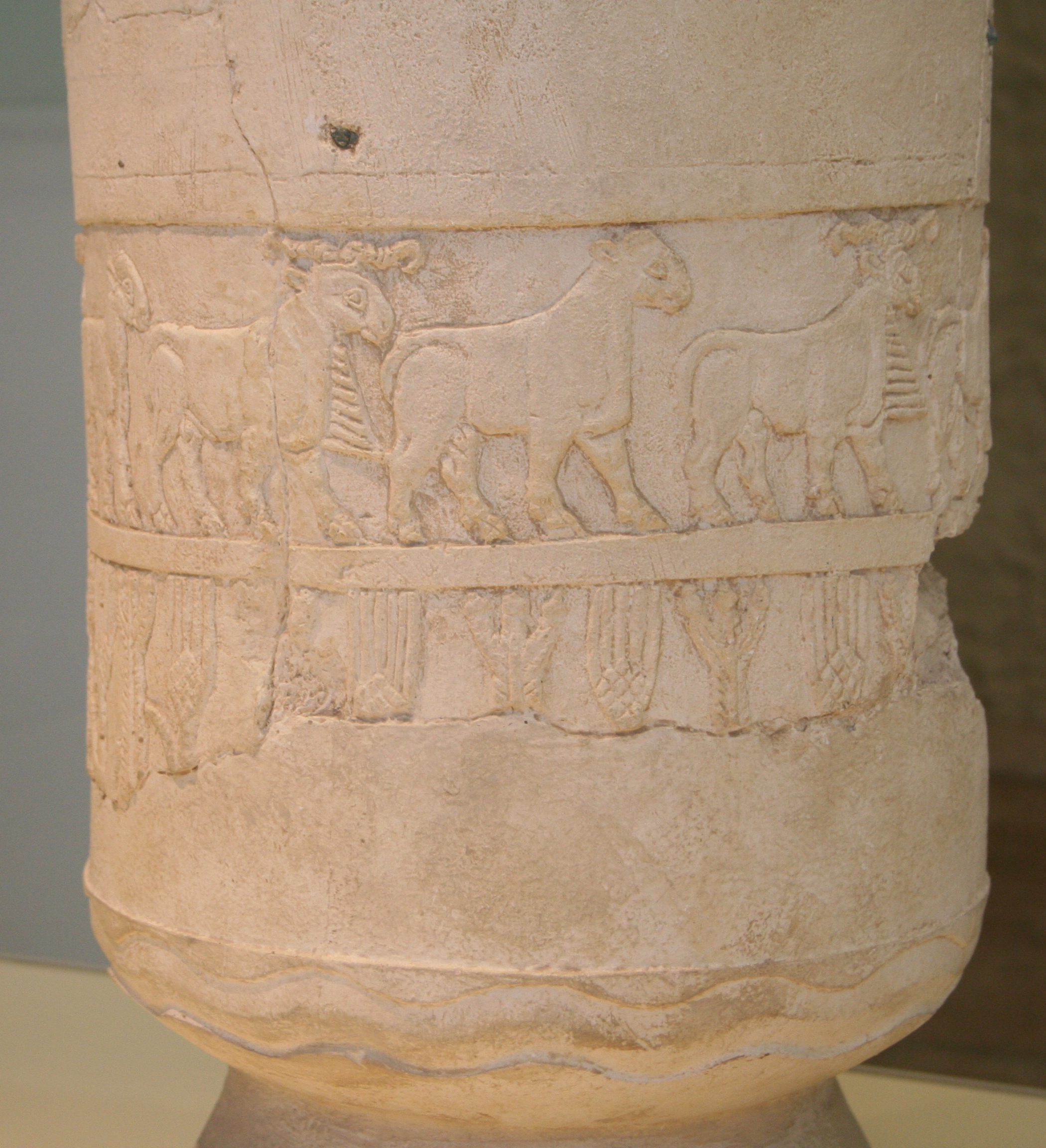
Vase reconstitué du musée de Pergame de Berlin.
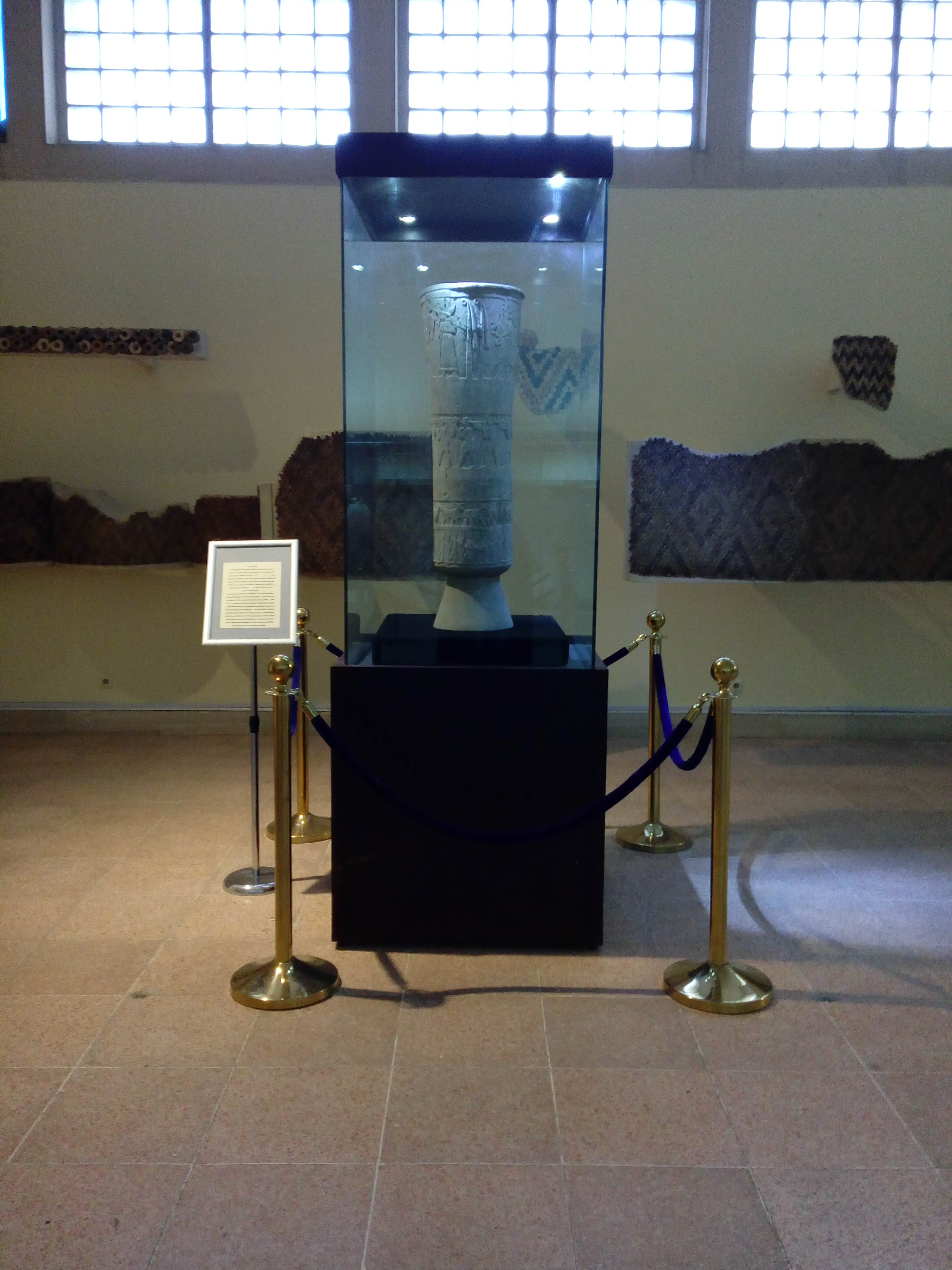
Le vase d'Uruk exposé au musée national d'Irak.
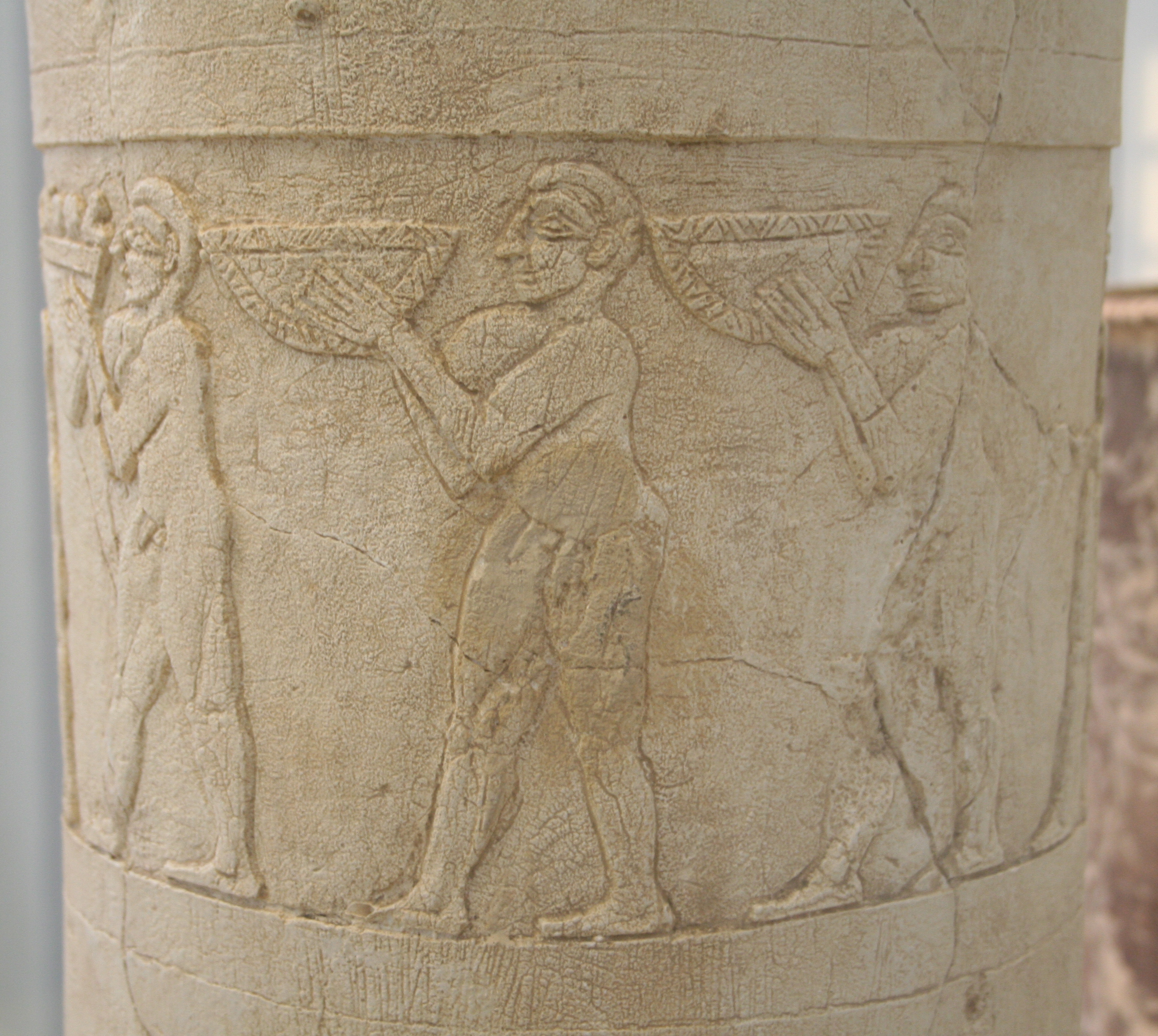
Détail du vase reconstitué du Pergamonmuseum.